# Celles qui s'en font
Pour plus de détails, voir Fiche technique et Distribution.
Celles qui s'en font est un film français réalisé par Germaine Dulac, sorti en 1930.

## Synopsis
Mise en images de chansons de Fréhel (Toute seule et À la dérive), qui se répondent en décrivant des femmes victimes de leur soumission à l'homme.

## Fiche technique
- Titre original : Celles qui s'en font
- Réalisation : Germaine Dulac
- Assistante : Marie-Anne Malleville
- Photographie : Jean Jouannetaud
- Société de production : Isis-Film
- Pays de production :  France
- Langue originale : français
- Format : Noir et blanc  — 35 mm — 1,33:1
- Durée : 6 minutes 40 secondes
- Dates de sortie : 
  - France : 1930

## Distribution
- Lilian Constantini
- Georges Vallée